# Igor Kostolevsky
 (août 2016).
Igor Matveievitch Kostolevsky (en russe : И́горь Матве́евич Костоле́вский) est un acteur soviétique puis russe, né le 10 septembre 1948 à Moscou.

## Biographie
En 1973 Igor Kostolevsky termine ses études à l’Institut d'art théâtral (GITIS, aujourd’hui RATI, classe d'Andreï Gontcharov (ru)) et commence sa carrière d’acteur au Théâtre Maïakovski de Moscou. Son premier rôle sur l'écran est Micha, l'ancien camarade d'une héroïne de La 359e section de Stanislav Rostotski. Son interprétation du rôle d’Ivan Annenkov dans le film Étoile d'un merveilleux bonheur lui apporte une énorme popularité dans le pays. Après la conte romantique Les souvenirs de Stéphane et l'interprétation du Chevalier des Grieux dans un téléfilm d'après Manon Lescaut (1979), il obtient son rôle plus célèbre dans une co-production franco-soviétique Téhéran 43 (1980), dont il est le héros central dans une distribution internationale (Alain Delon, Claude Jade, Curd Jürgens, Georges Géret, Mike Marshall). Parmi d’autres rôles importants d’acteur, citons ses rôles dans les films L’Étoile sans nom et Garage. Dans la série Guerre et Paix, Igor Kostolevsky joue le rôle du tsar Alexandre Ier. En 2004, il est nommé Chevalier de l'Ordre de l'Honneur russe.

## Filmographie partielle
- 1972 : La 359e section (А зори здесь тихие) de Stanislav Rostotski : Micha
- 1975 : L'Étoile d'un merveilleux bonheur (Звезда пленительного счастья) de Vladimir Motyl : Ivan Annenkov
- 1976 : Parole à la défense (Слово для защиты) de Vadim Abdrachitov : Kurpénine
- 1977 : Assia (Ася) de Iossif Kheifitz : Gagin
- 1979 : L'Homme change de peau (Человек меняет кожу,  Tchelovek meniaet kozhu )  de Boris Kimiagarov : Jim Clark
- 1980 : Téhéran 43 (Тегеран-43) de Alexandre Alov et Vladimir Naoumov : Andreï Borodine
- 1980 : Le Garage (Гараж) de Eldar Ryazanov : archéologue
- 1986 : Dans la Grand-Rue avec la fanfare (По главной улице с оркестром) de Piotr Todorovski : Igor
- 1987 : Gobseck (Гобсек))  d'Alexandre Orlov : Maxime de Trailles
- 2007 : Guerre et Paix de Robert Dornhelm : Alexandre Ier de Russie (mini-série)
- 2014 : Les Démons (Бесы) de Vladimir Khotinenko : Verkhovenski

## Distinctions
- prix du Komsomol : 1978
- artiste émérite de la RSFSR : 1984
- artiste du peuple de la fédération de Russie : 1995[2]
- prix d'État de la fédération de Russie : 2000
- ordre de l'Honneur : 2004[3]
- ordre du Mérite pour la Patrie : 2009[4]